# Бештепе (комуна)
Бештепе (рум. Beștepe) — комуна у повіті Тулча в Румунії. До складу комуни входять такі села (дані про населення за 2002 рік):
- Белтеній-де-Жос (118 осіб)
- Белтеній-де-Сус (128 осіб)
- Бештепе (1785 осіб) — адміністративний центр комуни

Комуна розташована на відстані 241 км на схід від Бухареста, 19 км на південний схід від Тулчі, 106 км на північ від Констанци, 85 км на південний схід від Галаца.

## Населення
У 2009 році в комуні проживали 1967 осіб.